# Santa Rosa (Texas, Cameron megye)
Santa Rosa város az USA Texas államának Cameron megyéjében. Lakosainak száma 2450 fő (2020. április 1.).

## Népesség
A település népességének változása:

| 2010 | 2 873 |
| 2020 | 2 450 |